# Sklené (district de Žďár nad Sázavou)
Pour les articles homonymes, voir Sklené.
Sklené (en allemand : Sklene) est une commune du district de Žďár nad Sázavou, dans la région de Vysočina, en République tchèque. Sa population s'élevait à 106 habitants en 2020.

## Géographie
Březejc se trouve à 7 km au nord-est de Žďár nad Sázavou, à 38 km au nord-est de Jihlava à 125 km au sud-est de Prague.
La commune est limitée par Cikháj au nord, par Tři Studně et Vlachovice à l'est, par Lhotka au sud, et par Počítky et Světnov à l'ouest.

## Histoire
La première mention écrite de la localité date de 1407.

## Transports
Par la route, Výčapy se trouve à 8 km de Žďár nad Sázavou, à 45,5 km de Jihlava et à 166 km de Prague.